# Nicolai Hartmann
Nicolai Hartmann (Nikolajs Hartmanis; Riga, Letonia, 20 de febrero de 1882 - Gotinga, 9 de octubre de 1950) fue un filósofo alemán.

## Estudios y primeros trabajos
Estudió filología clásica, medicina y astronomía en Tartu y San Petersburgo. En 1905 llegó a Marburgo y tomó contacto con Paul Natorp y Hermann Cohen. Sus primeros trabajos son sobre filosofía antigua y ciencia: El comienzo filosófico de la matemática de Proclo el sucesor (1909), La lógica del ser de Platón (1909) y Cuestiones fundamentales filosóficas de la biología, (1912). Fue soldado alemán en el frente ruso durante la Primera Guerra Mundial.
En 1921 edita Líneas fundamentales para una metafísica del conocimiento, donde rompe con el movimiento neokantiano marburguense y asume líneas contemporáneas como son las fenomenologías de Husserl, Pfänder, T.J. Geiger y Scheler, si bien las critica, y la teoría de los objetos de Meinong. 
La obra aborda el problema del conocimiento por todos los flancos: psicológicos, lógicos y éticos. También trata el problema del conocimiento desde el conocimiento mismo (el principio de la inmanencia) y se muestra por una serie de aporías cómo la inmanencia misma nos lleva a la trascendencia. Aquí comienza el problema metafísico del conocimiento, el cual Hartmann desarrolla ampliamente en la obra en su aspecto racional, el lado ontológico.

## Docencia en Marburgo y trabajos sobre la ética
De 1921 a 1926 fue profesor ordinario en Marburgo, plaza en la que lo sucederá Heidegger. En 1926 edita la Ética y continúa, indica Hartmann, aunque con profundas críticas y refundición, la Ética material de los valores de Max Scheler. Aquí Hartmann critica la teoría scheleriana de la preferencia, mostrando que moralmente es tan lícito elegir por el valor superior (altura) como por el inferior (fuerza). 
Fuerza y altura son, por esta razón, la estructura antinómica básica de la vida moral del hombre. Ambas están fundadas, a su vez, en ciertas estructuras antinómicas de la realidad misma. Esto da lugar a una teoría pura de las estructuras antinómicas o conflictivas de los valores morales entre sí. También se critica, por otro lado, la teoría scheleriana de los valores religiosos y se muestra como existen antinomias insolubles (aporías) entre los valores religiosos y morales. Por otro lado, la ética hartmanniana pretende dar cuenta y resolver el conflicto platónico-kantiano y nietzscheano: diferencia y relaciones entre la absolutez y la relatividad de los valores en la historia.
La cuestión de la libertad, por último, no puede mostrarse con certeza, pero afirma que hay indicios claros de la "posibilidad ontológica de la libertad humana", que serían la responsabilidad y los fenómenos dependientes de ella: remordimiento, arrepentimiento, perdón, etc.

## Trabajos sobre la ontología
En 1926 se traslada a Colonia y permanece ahí hasta 1931. También en 1926, pero ya en Colonia, edita Leyes categoriales y Cómo es posible una ontología crítica. Ambos trabajos serán parte luego, aunque en un contexto mayor y con refundiciones importantes, del tercer volumen de la ontología crítica, La estructura del mundo real. En Cómo es posible una ontología crítica presenta Hartmann por primera vez la teoría de los prejuicios del pensar filosófico occidental desde los griegos hasta el presente.
En 1931, tras la negativa de Heidegger, Hartmann es llamado a Berlín. Permanece ahí hasta 1945 junto con Eduard Spranger como profesores de filosofía. En 1933 sale a la luz El problema del ser espiritual, donde Hartmann asume y realiza críticas profundas tanto a la teoría del espíritu de Hegel como a la teoría del "uno" de Heidegger. 
En 1935 se edita Para una fundamentación de la ontología, donde aparece por primera vez claramente esbozado el plan y realización efectiva de la ontología crítica desde sus fundamentos y flanqueando todos los aspectos de la misma: la cuestión del ser y el ente, el problema del ente en general, la diferencia capital entre maneras del ser (real o ideal) y momentos del ser (existencia y esencia), los modos del ser (posibilidad, necesidad y actualidad) y la cuestión fundamental inmanente, metafísica y ontológica del conocimiento.
En 1938 edita Posibilidad y realidad, el fundamento especulativo de la ontología crítica. En dicha obra se realiza, entre otras cosas, una crítica exhaustiva al concepto aristotélico de posibilidad, el cual –según Hartmann- ha determinado el destino de la metafísica occidental hasta el presente. Frente a Aristóteles, se debe reivindicar el concepto de posibilidad de la escuela megárica, contemporánea de Platón y Aristóteles y contra los cuales discute en los libros VII-IX de la Metafísica. De dicho concepto no se ha establecido un estudio sistemático y acatado todas sus consecuencias.
Posibilidad y realidad es la realización de dicha tarea. Esto da por consecuencia, entre otras, una nueva interpretación y críticas de las tesis sobre el ser, el devenir, la posibilidad e imposibilidad, necesidad y contingencia y realidad e irrealidad de Parménides, Heráclito, Platón, Aristóteles, Plotino, Duns Scoto, Spinoza, Leibniz y Hegel. Pero en la realización de esta tarea aparecen nuevas estructuras de la realidad, como la difícil y novedosa temática del circuito modal del conocimiento, donde se realiza una interpretación de qué significa ontológicamente la visión de las esencias de la fenomenología husserliana.
En 1940 se edita Nuevos caminos de ontología, título inspirado en el libro Nuevos caminos de física (1938) de Arthur Eddington, fundador de la astrofísica. Hartmann expone sumariamente aquí el declive de la metafísica tradicional y los temas de la nueva ontología. Aparece allí por primera vez la difícil cuestión de la interpretación dinámica de los estratos del mundo real.
En 1942 sale a la luz La estructura del mundo real, obra que expone exhaustivamente la conocida teoría hartmanniana de los estratos de la realidad y la complejísima estructura de las leyes categoriales que rigen el mundo real. Después de exponer los prejuicios de la metafísica occidental, la obra en su segunda parte trata cada uno de los 12 pares de opuestos que constituyen, hasta hoy, la estructura del mundo real como tal y las leyes categoriales de los mismos para todos los estratos. Esta obra pretende, por esta razón, dar cuenta y ser la primera asunción de la teoría de las categorías hegelianas de la ciencia de la lógica.

## Huida de Berlín y últimas obras
En 1945, Hartmann debe huir de Berlín, tras la invasión soviética, hacia Gotinga, donde pasará los últimos años de su vida. En dicha huida Hartmann pierde su obra Lógica, de catorce capítulos, trabajada desde el año 1931 hasta esa fecha. Lamentablemente nunca pudo ser escrita de nuevo por el autor.
En 1950 se edita Filosofía de la Naturaleza, la última gran obra filosófica publicada en vida de Hartmann. En dicha obra se realiza una interesantísima crítica a la teoría de la relatividad, se exponen en forma sistemática los pensamientos hartmannianos sobre la materia, el espacio y el tiempo, la astrofísica, microfísica y la biología y se interpretan críticamente nuevamente las aporías de Zenón, las antinomias cosmológicas kantianas y las críticas hegeliana a ambas clases de antinomias. En esta obra, además, se exponen los distintos nexos, adelantados someramente en la Estructura del mundo real, de cada uno de los estratos. 
Una de las consecuencias de la exposición hartmanniana es mostrar la pluralidad de nexos distintos a los de la mera causalidad y finalidad. A fines de 1950 Hartmann muere de un infarto en Gotinga.
Falleció en Gotinga, como consecuencia de un accidente de bicicleta.

## Obras póstumas
En 1951 se publican póstumamente El pensar teleológico y Estética. La primera obra estaba terminada ya en 1944 y pensada como continuación de la Filosofía de la naturaleza. Como su título indica, está dedicada al pensar teleológico, principalmente al origen de dicho pensar, las investigaciones aristotélicas sobre la vida orgánica. Por otro lado, dichas investigaciones se entrecruzaron con las características de la actividad teleológica humana. En ambos casos se trata, pues, de seres vivos con movimientos. Dicha obra muestra cómo este pensar luego ocupó y desplazó o se mantuvo en el fondo, incluso hoy, de las otras formas de pensar de la filosofía occidental. El pensar teleológico, indica Hartmann, no se puede erradicar, pero es evitable si se hace consciente de su ser en los ámbitos que categorialmente no corresponden a él.
La segunda obra fue escrita durante 1944 - 1945 y está inconclusa. La obra contiene una asunción y crítica de las teorías estéticas platónica, aristotélica, kantiana y postkantianas (Schlegel, Schelling, Hegel, T. Vischer, Schopenhauer y Nietzsche). La originalidad de la misma reside en el tratamiento del arte desde la teoría de los estratos. Esta teoría muestra que el acto artístico –insiste Hartmann-, halla su origen en un valor extra-estético, a saber, en un valor ético determinado, el valor del compartir que el hombre tiene o lo que Nietzsche había llamado en "la virtud que regala".
La estructura del arte es una estructura de correlación: sin el espectador no hay arte, pero el espectador por sí mismo no encuentra siempre arte, pues es una correlación muy particular. El análisis de la Estética consiste en captar en qué consiste esa correlación especial y por otro lado captar la legalidad propia de los actos como de los contenidos artísticos.
Por el lado del contenido, el arte artístico, pero también el natural, se halla en un mundo con una estructura estratificada y como está asentado sobre los materiales de ese mundo (como, por ejemplo, lienzo, cuerda, piedra, mármol, papel o tinta) contiene ya como realidad inorgánica una estructura estratificada. Esto constituye el "estrato externo" del arte. Pero lo que se llama arte no es aquella realidad sensible que sirve como materia o soporte del arte, sino aquello que aparece en aquel soporte y que no es él mismo material: la estatua está materialmente quieta, pero en ella "aparece" el movimiento, la vida. Este "aparecer" para un espectador es lo propiamente artístico y ello constituye el "estrato interno" del arte. Tanto el estrato externo como el interno del arte están, a su vez, estratificados. Por el lado del acto, éste tiene su origen en el valor moral del compartir o lo que Nietzsche había descrito como la "virtud que regala".
El acto estético está fundado sobre el cumplimiento de un valor moral y él mismo no es un acto de conocimiento, pues no está en juego la verdad o la falsedad del arte, sino simplemente lo que está en juego es el puro aparecer.
Mediatamente el acto estético sí es un acto de conocimiento, pues incluye el saber cómo operar con los elementos artísticos para lograr una obra de arte (verdad esencial del arte) y la pretensión de realidad de todo arte (verdad vital).

## Obras
- Ontología I. Fundamentos. México: Fondo de Cultura Económica 1954. Traducción de José Gaos. Reeditado en 1965 y 1986
- Ontología II. Posibilidad y efectividad. México: Fondo de Cultura Económica 1956. Traducción de José Gaos. Reeditado en 1986
- Ontología III. La fábrica del mundo real. México: Fondo de Cultura Económica 1959. Traducción de José Gaos. Reeditado en 1986
- Ontología IV. Filosofía de la naturaleza. Teoría especial de las categorías. Categorías dimensionales. Categorías cosmológicas. México: Fondo de Cultura Económica 1960. Traducción de José Gaos. Reeditado en 1986
- Ontología V. Filosofía de la naturaleza. Teoría especial de las categorías. Las categorías organológicas. El pensar teleológico. México: Fondo de Cultura Económica 1964. Traducción de José Gaos. Reeditado en 1986
- La filosofía del idealismo alemán. Buenos Aires: Editorial Sudamericana 1960 (2 Volúmenes). Traducción de Hernán Zucchi
- Introducción a la filosofía. México: Centro de Estudios Filosóficos, Universidad Nacional Autónoma de México 1961. Traducción de José Gaos
- El problema del ser espiritual: investigaciones sobre el fundamento de la filosofía de la historia y las ciencias del espíritu. Buenos Aires: Leviatán 2007. Traducción de Mateo Dalmasso y Miguel Ángel Mailluquet
- Metafísica del conocimiento (1921), trad. por J. Rovira Armengol, Bs. As., Losada, 1957, tt. I-II.
- La Nueva Ontología . Traducción e introducción de Emilio Estiú . Buenos Aires. 1954. Editorial Sudamericana . 295 pgs.
- ÉTICA. Ediciones Encuentro, Madrid. 2011, pp. 860. Traducción Javier Palacios.
- ESTÉTICA. Traductor:Elsa Cecilia Frost, UNAM, México, 1977.
- Autoexposición sistemática, UNAM, 1954. 99- 78.
- Aristóteles y el problema del concepto/Sobre la doctrina del eidos en Platón y Aristóteles, Traductor:Bernabé Navarro, UNAM, 1964, pp. 98.
- El Pensamiento Filosófico Y Su Historia. traducido por Aníbal del Campo Claudio García & Cía, Montevideo, 1944.